# Digul
Il Digul (olandese: Digoel Rivier) è un fiume dell'Indonesia, che scorre nel sud della provincia di Papua, sull'isola della Nuova Guinea.

## Percorso
Il Digul nasce dal versante meridionale dei Monti Maoke e scorre prima verso e poi verso ovest, sfociando nel Mar degli Alfuri. Per gran parte della sua lunghezza scorre in una regione di ampie paludi e crea un delta in prossimità dell'isola Yos Sudarso. Il fiume ha una lunghezza di 525 chilometri ed è navigabile sino a Tanahmerah.

## L'estuario
Di notevole interesse è l'estuario del Digul, formato da le foci dello stesso fiume e dal Digel, un ramo che si stacca a monte di Tanahmerah.